# Andrea Giacobbe
Andrea Giacobbe (Firenze, 1968) è un fotografo, regista e pittore italiano, di tipo neo surrealista che vive e lavora in Francia a Parigi.
I suoi lavori prendono ispirazione dalla cultura degli anni cinquanta e incorporano elementi di fantascienza e satira. Come per il collega Stéphane Sednaoui, il suo approccio alla moda è energico e talvolta caricaturale.

## Biografia
Andrea Giacobbe è nato e cresciuto a Firenze. Nel 1987 si trasferisce a Londra dove inizia a lavorare come assistente fotografo di Paolo Roversi e dove studia fotografia per tre anni al Bournemouth & Poole College of Art & Design. Ha cominciato la sua carriera nel 1992 dopo essersi trasferito a Parigi e ha pubblicato fotografie in varie riviste come Spin, The Face, Marie Claire, Rolling Stone, Vibe, The New York Times Magazine, Arena e Dazed, ma è anche noto per i ritratti di star musicali come Björk, The Prodigy, P. Diddy, Trent Reznor, Beck, Marilyn Manson, The Future Sound of London, The Chemical Brothers, Damon Albarn, Billy Corgan e molti altri. Ha lavorato per le case di produzione Bandits in Francia e Propaganda Films negli Stati Uniti. Tra i suoi lavori più celebri ci sono i video musicali diretti per Death in Vegas, Garbage, Atari Teenage Riot, Nine Inch Nails e Perry Farrell e le pubblicità per Danone, Maison Fabergé, Kodak, Evian, Goldman Sachs, Vichy Laboratoires, Nike, Coca-Cola, Diesel, Sony Ericsson, Nestlé e il canale francese Arte. Nel 2008 realizza il suo primo cortometraggio intitolato Mr. Logo.

## Filmografia
| Anno | Titolo                 | Artista            | Album               | Note                                                     |
| ---- | ---------------------- | ------------------ | ------------------- | -------------------------------------------------------- |
| 1995 | Tracks                 | Arte               | Nessuno             | Spot pubblicitario per la televisione francese e tedesca |
| 1997 | Dirt                   | Death in Vegas     | Dead Elvis          |                                                          |
| 1998 | Push It                | Garbage            | Version 2.0         |                                                          |
| 1999 | Revolution Action      | Atari Teenage Riot | 60 Second Wipeout   |                                                          |
| 2001 | Song Yet to Be Sung    | Perry Farrell      | Song Yet to Be Sung |                                                          |
| 2005 | Right Where It Belongs | Nine Inch Nails    | With Teeth          |                                                          |
| 2005 | Eraser (versione 2)    | Nine Inch Nails    | Beside You in Time  |                                                          |